# Formatie van Breda
De Breda Subgroup, Formatie van Breda of Breda Formatie (sic, afkorting: BR, Duits: Breda-Formation) is een pakket gesteentelagen in de ondergrond van Nederland en aangrenzend gebied in Duitsland. In 2024 is de Formatie van Breda veranderd in de Breda Subgroup, die is verdeeld in de Formaties van Groote Heide en Diessen. De lagen van Breda bestaan uit glauconiethoudende mariene zanden en kleien, die werden gevormd tijdens het Mioceen (een tijdperk van 23 tot 5 miljoen jaar geleden). Hoewel de formatie niet zeer rijk is aan fossielen, kunnen soms botten van vissen, schelpen, beenderen of haaientanden voorkomen.

## Stratigrafie
De lagen van Breda werden gevormd in de ondiepe zee die het huidige Nederland in het Mioceen bedekte. Ze liggen meestal over de kleiige Vroeg-Oligocene Formatie van Rupel of de zanden en kleien van de Laat-Oligocene Formatie van Veldhoven en zijn van enkele meters tot (in de Roerdalslenk) meer dan 700 meter dik. De top is in het zuiden en oosten van Nederland een erosievlak. In het westen gaat de Breda Subgroup geleidelijker over in de Pliocene Formatie van Oosterhout. In de Roerdalslenk ligt de voornamelijk Pliocene Kiezeloöliet Formatie soms boven op de lagen van Breda.
Plaatselijk wordt de Breda Subgroup onderverdeeld in laagpakketten. 
- Het Laagpakket van Aalten is een siltige en kalkhoudende klei met schelpen.
- Het Laagpakket van Eibergen is een klei met glauconiethoudende zandlaagjes, waarvan de basis een conglomeraat is waarin walvisbotten en haaientanden voorkomen.
- Het Laagpakket van Zenderen bestaat uit groen, glauconiethoudend fijn zand.
- Het Laagpakket van Delden bestaat uit zandige, glauconiet- en goethiethoudende klei en leem.

- Het Laagpakket van Kakert bestaat uit geelgroen zand dat lichtbruin verweerd. Aan de basis in Zuid-Limburg ligt de Laag van Elsloo die rijk is aan haaientanden.
- Het Laagpakket van Heksenberg bestaat uit witte strandzandafzettingen (zilverzand) met vuursteenhorizonten. Het zuivere kwartszand wordt in Oostelijk Zuid-Limburg afgegraven als grondstof voor de glasindustrie. De geconsolideerde Nivelsteiner zandsteen wordt gebruikt als bouwsteen.
- Het Laagpakket van Vrijherenberg groengrijs to bruingeel zand.

- Het Laagpakket van Rucphen donker glauconiethoudend zand.

In Zeeland zijn in de lagen van Breda fosforietknollen aangetroffen die tot 300 ppm uranium bevatten.
Het Laagpakket van Heksenberg ligt vertand met de gelijktijdig gevormde continentale bruinkoolafzettingen van de Ville Formatie.
De lagen van Breda correleren in België met de Formatie van Berchem, Formatie van Diest en Formatie van Bolderberg.